# Barranc de la Torre (Toralla i Serradell)
El barranc de la Torre, en el Cadastre, barranc de les Bordes, és un barranc de l'antic terme de Toralla i Serradell, actualment pertanyent a Conca de Dalt, al Pallars Jussà, en l'àmbit dels pobles de Serradell i Erinyà.
Aquest barranc es forma en un ample circ de barrancs de muntanya que baixen de la Capcera, Camporan, la Serra de l'Estall i la Muntanya de Sant Aleix, a prop dels 1.700 m. alt.
Davalla cap al sud-est, tot i que en el darrer tram fa un angle recte, i emprèn la direcció nord-est, per anar a trobar-se el barranc de Fontallaus i, entre tots dos, formar el barranc d'Enserola.